# 佩拉加星
小行星554（554 Peraga）是一颗围绕太阳公转的小行星。1905年1月8日，保羅·格茨在德國海德堡大學的海德堡-王座山州立天文台（Landessternwarte Heidelberg-Königstuhl）發現。这颗小行星的绝对星等为9.2等。
該小行星以計算出其正確軌道的意大利天文學家G·阿貝蒂（G. Abetti）的家鄉佩拉加命名。

## 相关條目
- 小行星列表/10001-11000

## 外部連結
- Asteroid Lightcurve Database (LCDB) （页面存档备份，存于）, query form (info （页面存档备份，存于）)
- Dictionary of Minor Planet Names, Google books
- Discovery Circumstances: Numbered Minor Planets (10001)-(15000) （页面存档备份，存于） – Minor Planet Center
- 佩拉加星 at AstDyS-2, Asteroids—Dynamic Site
  - Ephemeris · Observation prediction · Orbital info · Proper elements · Observational info
- NASA JPL小天體瀏覽器上的佩拉加星

| 前一小行星： 小行星553 | 小行星列表 | 後一小行星： 小行星555 |